# Komisja Rodziny
Komisja Rodziny – Stała komisja Sejmu III kadencji. Do zakresu działania Komisji należą sprawy ustaw dotyczących bezpośrednio funkcjonowania rodziny, wypełniania jej ról i zadań, występowania z propozycjami regulacji prawnych dotyczących tych zagadnień oraz współpraca z rządowym pełnomocnikiem do spraw rodziny i kobiet.

## Prezydium Komisji
- Antoni Szymański (AWS) – przewodniczący
- Jolanta Banach (SLD) – zastępca przewodniczącego
- Barbara Frączek (AWS) – zastępca przewodniczącego
- Tadeusz Lewandowski (AWS) – zastępca przewodniczącego
- Jan Rulewski (niez.) – zastępca przewodniczącego[2]